# Bols

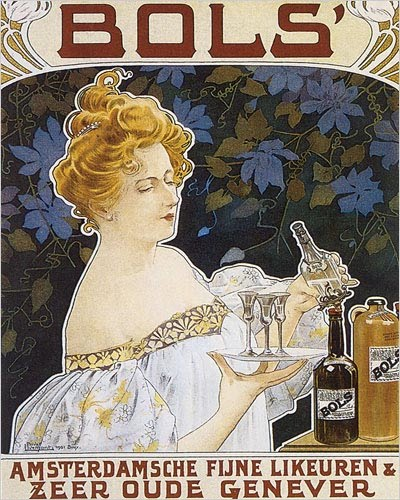
Afiș realizat de Henri Privat-Livemont (1901)

Bols este un nume de marcă utilizat de Lucas Bols, un producător olandez de băuturi alcoolice. Sub această marcă este produsă o gamă variată de băuturi spirtoase precum vodca, ginul și lichiorul. Bols există încă din 1575 și pretinde a fi cea mai veche marcă de distilerie din lume. Marca este acum distribuită în 110 țări, iar linia de producție a lichiorurilor are peste 30 de arome diferite. Ca rezultat al unei cesionări anterioare, marca Bols este deținută în Europa de Est de Central European Distribution Corporation.
El este băutura preferată a lui Ray Charles în filmul Ray.